# ARA Piedrabuena (P-52)
El patrullero oceánico ARA Piedrabuena (P-52) (POPB) es uno de los cuatro OPV de la clase OPV-87 construidos para la Armada Argentina. Fue puesto en gradas en 2020, botado en 2020 y asignado en 2021. El patrullero se halla en servicio activo en la División Patrullado Marítimo (DVPM) con asiento en la base naval de Mar del Plata.

## Construcción
Fue bautizado ARA Piedrabuena en honor al comandante Luis Piedrabuena, siendo el tercer buque en llevar este nombre. El primero fue la fragata ARA Piedra Buena de 1948 y el otro fue el destructor ARA Piedrabuena de 1977.
La botadura fue en 2020 (el 1.º de octubre) en Concarneau (Bretaña). Fue izado el pabellón nacional el 13 de abril de 2021 y entregada la nave a la tripulación argentina.

### Características
El OPV de la clase Bouchard tiene un desplazamiento de 1650 t, una eslora de 87 m, una manga de 13,6 m y un calado de 4,2 m; una propulsión de dos (2) motores diésel ABC (3500 kW c/u; velocidad 21 nudos y autonomía 4000 millas nauticas  -unos 7.200 km-); y de arma 1 cañón a control remoto Mk-44 Bushmaster de 30 mm y 2 (dos) ametralladoras a control remoto Browning M2 de 12,7 mm.
Los sensores son un radar de exploración 2D Terma Scanter 6002, un radar de navegación en banda X y otro en banda S; y sistema de combate Polaris que permite intercambio de datos con otros buques de guerra.

## Historia de servicio
En 2022 el Piedrabuena participó de la Revista Naval en la bahía de Guanabara (Río de Janeiro) por los festejos del Bicentenario de Brasil junto a la fragata buque escuela ARA Libertad y naves de otras naciones. Fue su primera navegación fuera de aguas argentinas desde su arribo de Francia.
En septiembre de 2024 participó del ejercicio conjunto "Aonikenk" llevado a cabo en Baterías y Puerto Belgrano junto con unidades de la Marina y de las otras Fuerzas Armadas.